# 土肥庄次郎
土肥 庄次郎（どひ しょうじろう、天保4年12月（1834年1月） - 明治36年（1903年）11月23日）は、江戸時代末期の武士。明治期には幇間松廼屋露八（マツノヤ ロハチ）として活躍した。

## 経歴
生家の土肥家は一橋家の被官で、庄次郎の父土肥半蔵（一説に平蔵）は近習番頭取であった。一橋慶喜が将軍となるのを機に幕臣となった。
庄次郎は嫡男であったが、13の頃から花魁遊びを覚えて放蕩三昧を尽くした。跡取りは弟・八十三郎に譲って家出し、吉原遊廓で幇間となった後、父と祖父に連れ戻され、廃嫡の上で江戸を追放される。一方で放蕩の合間に武道に精を出し、剣術、馬術、槍術、大砲、水泳など多岐にわたって熱心に習い、成績は良かったものの、いずれも免許皆伝前に手を放していた。周囲は飽き性の故だと惜しがっていたが、本人は後に、「将軍に対する忠義の心を忘れないために、武芸の奥義からは意図的に距離を置いていた」と明かしている。その後は長崎や堺などで幇間を続けていたが、元治元年（1864年）に慶喜が禁裏御守衛総督になった際に帰参し、第一次長州征伐にも従軍した。
戊辰戦争期において、彰義隊の幹部となっていた弟の八十三郎の説得を受け、江戸開城の前後に彰義隊に入隊する。隊内にあっては応接掛として防諜活動に専念した。上野戦争で隊が壊滅して後は旅芸人に変装して榎本武揚の幕府艦隊に合流して咸臨丸に乗船するが、暴風雨のため寄港した清水港で官軍の襲撃を受けて蝦夷行きを断念した。
以後は静岡や吉原で幇間として永らく活動した。榊原鍵吉の撃剣興行に参加したこともある。1903年に廃業を宣言。同年11月23日、彰義隊士が眠る円通寺（東京都荒川区南千住）に埋葬されることを遺言に残し、死去。